# Enlil-nadin-ahi

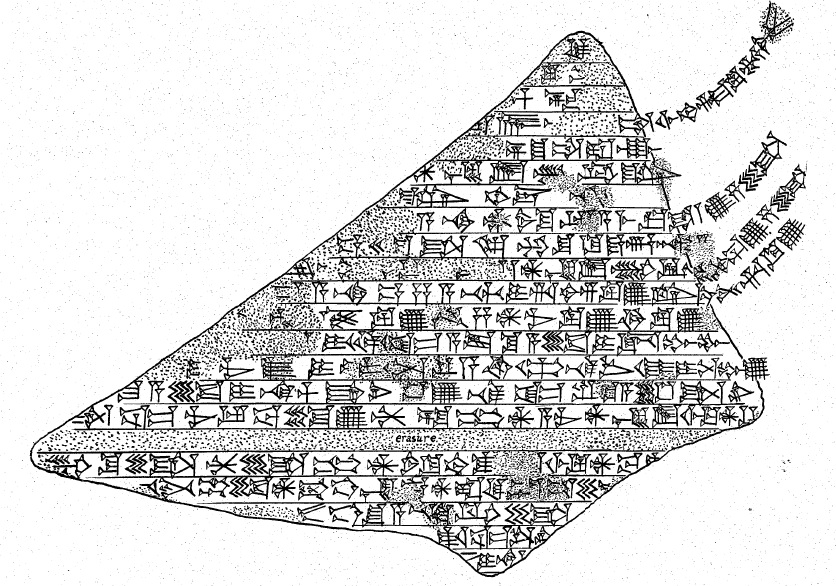
Fragmento de un kudurru del reinado de Enlil-nādin-aḫi

Enlil-nādin-aḫi fue rey de Babilonia unos dos o tres años, en lucha contra los elamitas (hacia 1158-1157 a. C.) (cronología corta).
Conquistada Babilonia por Šutruk-Naḫḫunte de Elam la corona del país fue dada a su hijo Kutir-Naḫḫunte III. La resistencia nacional babilonia se reunió en trono al príncipe casita Enlil-nādin-aḫi, como desafío a las fuerzas de ocupación elamitas. Los elamitas actuaron con contundencia contra los rebeldes, y al cabo de dos años, estos fueron completamente derrotados y Enlil-nādin-aḫi fue capturado. Cuando el rey Kutir-Naḫḫunte logró la corona de Elam a la muerte de su padre (hacia 1156 aC) Babilonia se convirtió en una provincia elamita con un gobernador.